# Nils Klein
Nils Folke Hugo Klein (* 14. Juli 1878 in Stockholm; † 28. Februar 1936 in Danderyd) war ein schwedischer Sportschütze. 
Klein belegte bei den Olympischen Sommerspielen 1912 im Trap-Wettbewerb den 60. Platz.